# Enmienda de 2018 a la Ley del Instituto de Conmemoración Nacional
La Enmienda de 2018 a la Ley del Instituto de Conmemoración Nacional, también conocida como la Ley del Holocausto polaca o Lex Gross, La expresión "Lex Gross" ("Ley de Gross") se utilizó anteriormente para la enmienda de 2006, derogada por el Tribunal Constitucional, de la que se deriva la enmienda de 2018. Se percibió que la ley apuntaba a Jan Gross, un investigador polaco del Holocausto conocido por su beca sobre el pogromo de Jedwabne y otras investigaciones sobre el Holocausto, que ha provocado acalorados debates públicos en Polonia debido a su discusión sobre las implicaciones de polacos (étnicos) en asesinatos de judíos. Penaliza el discurso público que atribuye responsabilidad por el Holocausto a Polonia o la nación polaca. La legislación es parte de la política histórica del partido Ley y Justicia que busca presentar una narrativa de los polacos étnicos exclusivamente como víctimas y héroes. La ley fue objeto de críticas internacionales generalizadas, ya que se consideró una infracción de la libertad de expresión y de la libertad académica, y como una barrera para el debate abierto sobre la colaboración en la Polonia ocupada por Alemania nazi, en lo que se ha descrito como "la mayor crisis diplomática en la historia reciente de Polonia".
La ley es parte de una ola más amplia de leyes de memoria en Europa Central y Oriental que ha ido de la mano con el surgimiento de la Democracia iliberal en la región, por ejemplo leyes en Ucrania y Rusia que rechazan interpretaciones negativas del movimiento nacionalista ucraniano y del Ejército Rojo durante la Segunda Guerra Mundial respectivamente. El artículo 2.º, que exige que el Instituto de la Memoria Nacional investigue los delitos cometidos contra ciudadanos polacos por nacionalistas ucranianos, también provocó controversia. Como la mayoría de los ucranianos que residen en Polonia tenían la ciudadanía polaca, el artículo 2.º indica que las referencias de la ley a la "nación polaca" deben entenderse en un sentido étnico.

## Historia
Una enmienda de 2006 con algunos de los mismos objetivos, el artículo 132.º del Código Penal polaco, se aprobó en 2006 con los esfuerzos del Ministerio de Justicia, pero fue invalidado dos años después por motivos procesales. Se consideró que la enmienda apuntaba a los escritos del historiador Jan T. Gross, cuyo trabajo sobre el Jedwabne Pogrom provocó un amplio debate público en Polonia; la enmienda fue frecuentemente apodada "Lex Gross" (Latín: "Ley de Gross").
Después de un período de cabildeo, la primera versión de la Enmienda de 2018 fue redactada el 17 de febrero de 2016 por el ministro de Justicia Zbigniew Ziobro. El 30 de agosto de 2016, el Consejo de Ministros, presidido por la primera ministra Beata Szydło, remitió el proyecto al Sejm. En septiembre de 2016, Zbigniew Ziobro afirmó que el término "campo de la muerte polaco" constituía un ataque al "buen nombre de la nación polaca". La legislación propuesta fue criticada internacionalmente como un intento de reprimir el debate sobre los crímenes cometidos durante el Holocausto por ciudadanos polacos. La adición de la "prohibición de propaganda del banderismo" a la ley (artículo 2.º) fue encabezada por el movimiento político de derecha, Kukiz'15. Kukiz'15 presentó esta adición el 16 de julio de 2016, sin embargo, fue bloqueada por las partes de Plataforma Cívica y Ley y Justicia citando "el bien de las relaciones entre Polonia y Ucrania". Finalmente, el artículo 2.º se añadió al proyecto de ley el 25 de enero de 2018 durante la segunda lectura.
Si bien la ley no menciona la controversia del "campo de exterminio polaco" (que involucra campos de concentración que habían sido construidos por la Alemania nazi durante Segunda Guerra Mundial en la Polonia ocupada por Alemania), la intención principal de la ley era abordar esa controversia. En virtud de la ley, el Instituto de la Memoria Nacional o las ONG acreditadas como la "Liga Polaca contra la Difamación" pueden presentar cargos por ofender el "buen nombre" de Polonia o de la nación polaca. Originalmente, los delitos contra el "buen nombre" de Polonia se castigaban como delitos penales con hasta 3 años de prisión. Tras una protesta internacional, una enmienda de junio de 2018 modificó el delito de "buen nombre" a un  delito civil que puede ser procesado en tribunales civiles. La enmienda de junio de 2018 también eliminó las excepciones para la investigación y las artes que estaban presentes en la ley original.
El 26 de enero de 2018, después de la tercera lectura del proyecto de ley, la cámara baja del Parlamento polaco, el Sejm, aprobó el proyecto de ley,: Art. 1  que se aplicaría tanto a los polacos como a los extranjeros. El 1 de febrero de 2018, la cámara alta, el Senado, aprobó el proyecto de ley sin enmiendas. El 6 de febrero de 2018, el presidente Andrzej Duda promulgó el proyecto de ley. Según una encuesta de opinión realizada en febrero de 2018, el 51% de los polacos se opuso a la enmienda de 2018. Algunas partes de la ley entraron en vigor 14 días después de su inscripción en "Dziennik Ustaw" (el Registro de Estatutos), y la ley completa entró en vigor dentro de los 3 meses. La ley fue remitida al Tribunal Constitucional de Polonia para revisión de su cumplimiento con la Constitución de Polonia.
El proyecto de ley provocó un clamor de condenas contra Polonia en los Estados Unidos, Europa e Israel. Algunos críticos llegaron a acusar al gobierno polaco de negación del Holocausto. El Centro Simon Wiesenthal emitió un aviso de viaje instando a los judíos a abstenerse de visitar Polonia debido a "la campaña del gobierno de Polonia para cambiar la verdad histórica al negar la complicidad polaca en las atrocidades nazis".
En mayo de 2018, se presentaron 70 cargos diferentes en virtud de la ley en los tribunales polacos. La mayoría, sin embargo, fueron ciudadanos polacos que protestaron contra la ley al presentar una autoincriminación. Se presentó una acusación de no protesta contra la BBC por una producción sobre el campo de concentración de Auschwitz que utilizó el término "guetos judíos polacos".

## Factura original
El proyecto de ley modifica una ley anterior relativa al Instituto de la Memoria Nacional (a saber, la Ley de 18 de diciembre de 1998 sobre el Instituto de la Memoria Nacional - Comisión para el enjuiciamiento de los delitos contra la nación polaca
Los siguientes artículos principales se agregaron en febrero de 2018:
- Artículo 55.º:[27][28]

1. Quien alegue, públicamente y en contra de los hechos, que la Nación Polaca o la República de Polonia es responsable o corresponsable de los crímenes nazis cometidos por el Tercer Reich, tal como se especifica en el artículo 6 de la Carta del Tribunal Militar Internacional adjunta al Acuerdo internacional para el enjuiciamiento y castigo de los principales criminales de guerra del Eje europeo, firmado en Londres el 8 de agosto de 1945 (Revista Polaca de Leyes de 1947, ítem 367), o por otros delitos graves que constituyan crímenes contra la paz, crímenes contra la humanidad o Los crímenes de guerra, o quien de otra manera menosprecie gravemente la responsabilidad de los verdaderos autores de dichos crímenes, será sancionado con multa o prisión de hasta 3 años. La sentencia se hará
público.
2. Si el acto especificado en la cláusula 1 se comete involuntariamente, el autor será sancionado con una multa o una restricción de la libertad.
3. No se comete ningún delito si el acto delictivo especificado en las cláusulas 1 y 2 se comete en el curso de la actividad artística o académica de la persona ". 

- Artículo 2.º:[20][28]

Los crímenes de nacionalistas ucranianos y miembros de organizaciones ucranianas que colaboran con el Tercer Reich alemán, según se definen en la ley, son actos cometidos por nacionalistas ucranianos en los años 1925-1950, que implican el uso de violencia, terror u otras formas de violación de los derechos humanos, contra personas o grupos étnicos. Uno de los crímenes de los nacionalistas ucranianos y miembros de organizaciones ucranianas que colaboran con el Tercer Reich alemán es su participación en el exterminio de la población judía y el genocidio de ciudadanos de la Segunda República Polaca en Volhynia y en la Pequeña Polonia."

## Artículo 55.º
Los historiadores están ampliamente de acuerdo en que algunos polacos fueron cómplices del Holocausto, traicionando y asesinando a judíos. El artículo 55.º fue condenado por "Holocaust Charities", Estados Unidos, la Unión Europea e Israel por ser un obstáculo para las discusiones libres sobre la complicidad polaca en el Holocausto.

### Polonia

#### Gobierno
En enero de 2018, hubo una serie de respuestas a las críticas internacionales al proyecto de ley. Telewizja Polska emitió  un talk show; comentarista de radio estatal Piotr Nisztor sugirió que los polacos que apoyaban la posición oficial israelí podrían considerar renunciar a sus ciudadanías polacas; y el director de TVP2 Marcin Wolski comentó que el campo de exterminio de Auschwitz podría ser llamado un "campo de exterminio judío", ya que los presos judíos "Sonderkommando" "habían dirigido sus crematorios y por lo tanto era injusto llamar a algún lugar campo de exterminio polaco. El 29 de enero de 2018, el presidente polaco Andrzej Duda respondió a las objeciones oficiales israelíes al proyecto de ley polaco, diciendo que Polonia había sido víctima de la Alemania nazi y no había participado en el Holocausto. "Nunca podré aceptar las calumnias y mentiras de los polacos como nación o de Polonia como país a través de la distorsión de la verdad histórica y mediante acusaciones falsas ". El 31 de enero de 2018, antes de que el Senado polaco votara el proyecto de ley, la vice primera ministra Beata Szydło dijo:" Los polacos fuimos víctimas, como lo fueron los judíos...  Es un deber de cada polaco defender el buen nombre de Polonia ".

#### Otros
Una carta firmada por muchas personas prominentes a principios de febrero, incluida la periodista Anne Applebaum y el tercer presidente de Polonia Aleksander Kwaśniewski, decía: "¿Por qué las víctimas y los testigos del Holocausto deben tener cuidado con lo que dicen? por temor a ser arrestado, y ¿será el testimonio de un sobreviviente judío que “temía a los polacos” un delito punible? Conforme para Barbara Kirshenblatt-Gimblett del museo POLIN, "Estos intentos de legislar lo que se puede y no se puede decir están destruyendo el buen nombre de Polonia". El ex primer ministro Donald Tusk tuiteó: "Quien difunda la frase falsa sobre "campamentos polacos" es perjudicial para el buen nombre y los intereses de Polonia. Los autores de la ley han promovido esta vil calumnia en todo el mundo con tanta eficacia como nadie lo ha hecho antes..."
El profesor Stanisław Krajewski de la Universidad de Varsovia, que copreside el Consejo Polaco de Cristianos y Judíos, dijo que "la forma en que se formula la ley la convierte en un instrumento contundente para paralizar y castigar a cualquiera que no te guste", y que" la reacción dura y desdeñosa del gobierno hacia los críticos ha animado a muchas personas a pensar que ahora pueden atacar a los judíos ". El 14 de marzo de 2018, la Conferencia Episcopal Polaca observó un aumento del antisemitismo estimulado por la controversia sobre la Enmienda y declaró que el antisemitismo es "contrario al principio cristiano de amar al prójimo". El 15 de marzo de 2018, un grupo de rabinos polacos agradeció a la Conferencia Episcopal de Polonia por condenar un aumento del antisemitismo en la controversia, y dijo que "continuarían hablando en contra de actitudes análogas entre Judíos ". En 2018, la Unión de Comunidades Religiosas Judías en Polonia dijo que la legislación ha llevado a una "creciente ola de intolerancia, xenofobia y antisemitismo", lo que hace que muchos miembros de la comunidad teman por su seguridad.
El 5 de marzo de 2018, frente a la Fiscalía de Varsovia y Wrocław, 45 ciudadanos polacos hicieron declaraciones públicas en referencia a hechos históricos, incluidos el pogrom Jedwabne y el pogrom Szczuczyn. Los ciudadanos alegaron atribuir responsabilidad por los hechos y alegaron que sus declaraciones públicas constituyeron actos delictivos en virtud del artículo 55.º de la Ley reformada del Instituto de la Memoria Nacional. En las Fiscalías, los ciudadanos depositaron documentos formales por escrito en los que denunciaban sus presuntos delitos.
Según el estudioso polaco del derecho constitucional, la enmienda parece contradecir las disposiciones de la Constitución polaca, entre las que se incluyen: "Art. 2, del cual puede derivarse el llamado principio de una legislación decente, Art. 42 párr. 1 que expresa la norma nullum crimen sine lege y Art. 54 párr. 1 sobre la libertad de expresión ". También expresó la opinión de que no cumplía con el requisito de ser necesario en una sociedad democrática para permitir una restricción a la libertad de expresión según el Artículo 10 del Convenio Europeo de Derechos Humanos.

### Israel
Incluso antes de ser aprobada, la ley dañó las relaciones Israel-Polonia. El director general del Ministerio de Relaciones Exteriores de Israel Yuval Rotem informó que preservar la memoria del Holocausto tiene prioridad sobre las relaciones internacionales. Dijo que "Preservar la memoria del Holocausto es un asunto más allá de la relación bilateral entre Israel y Polonia. Es un tema central que corta la esencia del pueblo judío". El primer ministro de Israel Benjamin Netanyahu acusó a Polonia de negar el Holocausto. Yad Vashem condenó el proyecto de ley polaco, diciendo que, si bien "campos de exterminio polacos" como frase es una tergiversación histórica, la legislación es "susceptible de desdibujar las verdades históricas sobre la asistencia que los alemanes recibieron de la población polaca durante el Holocausto mismo cuando fueron violentamente obligados".
Otros funcionarios israelíes, como el ministro de Educación y Asuntos de la Diáspora Naftali Bennett, han calificado la expresión de "tergiversación", aunque Bennett dijo de la ley propuesta "Es una vergonzosa ignorancia de la verdad. Es un hecho histórico que muchos polacos ayudaron en el asesinato de judíos, los entregaron, abusaron de ellos e incluso mataron a judíos durante y después del Holocausto". El presidente israelí Reuven Rivlin dijo en Auschwitz que los historiadores deberían poder estudiar el Holocausto sin restricciones. También afirmó que "no hay duda de que muchos polacos lucharon contra el régimen nazi, pero no podemos negar el hecho de que Polonia y los polacos echaron una mano a la aniquilación".
El monumento oficial de Israel a las víctimas del Holocausto, Yad Vashem, ha opinado: "No hay duda de que el término "campos de exterminio polacos" es una tergiversación histórica... Sin embargo, las restricciones sobre las declaraciones de académicos y otros sobre la complicidad directa o indirecta del pueblo polaco con los crímenes cometidos en su tierra durante el Holocausto son una grave distorsión ". El politólogo israelí Shlomo Avineri dijo que los jóvenes israelíes asocian involuntariamente el Holocausto con Polonia, a veces mucho más que con la Alemania nazi. Escribiendo en "Haaretz", pidió una revaluación de la política educativa israelí sobre el Holocausto, para enfatizar más la culpabilidad alemana y la resistencia polaca durante la "Marcha de los vivos".
En protesta por lo que ella vio como la censura y la "negación límite del Holocausto" proporcionada por el proyecto de ley de 2018, el periodista israelí Lahav Harkov tuiteó repetidamente la frase "campos de exterminio polacos".

### Otros países
En Estados Unidos, el secretario de Estado Rex Tillerson expresó su "decepción" por el proyecto de ley y agregó: "La promulgación de esta ley afecta adversamente la libertad de expresión y la investigación académica". Tres representantes de Estados Unidos, Steny Hoyer,  David Price y Brad Schneider, escribieron un artículo de opinión para "Time" criticando el proyecto de ley.
Si bien el Comité Judío Americano] (AJC) ha declarado que "ha sido durante décadas crítico de términos tan dañinos como "campos de concentración polacos", reconociendo que estos sitios fueron erigidos y gestionada por la Alemania nazi durante su ocupación de Polonia ", el AJC también ha dicho que, "si bien recordamos a los valientes polacos que salvaron judíos, el papel de algunos polacos en el asesinato de judíos no puede ser ignorado".
En febrero de 2018, la Fundación de la Familia Ruderman lanzó una campaña para que el gobierno de los Estados Unidos cortara sus vínculos con Polonia. La campaña incluyó un video de YouTube en el que un grupo en pantalla repitió la frase "Holocausto polaco"; el video fue eliminado después de críticas generalizadas por su evidente desprecio y degradación de la nación polaca

### Académicos e historiadores
Jeffrey Kopstein de la Universidad de Toronto y Jason Wittenberg de la Universidad de California, Berkeley, autores del libro "Intimate Violence: Anti-Jewish Pogroms on the Eve of the Holocaust" , sobre la violencia antijudía en Polonia como el pogrom de Szczuczyn, opinan que el propósito del nuevo proyecto de ley "es claro: restringir la discusión sobre la complicidad polaca". También sugieren que "el actual gobierno de Polonia probablemente enfrentará la desagradable perspectiva de hacer cumplir una ley que no se puede hacer cumplir y negar lo que la comunidad académica dominante ha demostrado cada vez más que es cierto: algunos polacos fueron cómplices del Holocausto". 
Dovid Katzescribió que la ley era "una reacción exagerada a algunas caracterizaciones erróneas comunes del papel de Polonia en el Holocausto", incluido "el mito de que Hitler eligió construir campos de concentración allí porque Polonia era muy antisemita". Sin embargo, juzgó que otras leyes de memoria de Europa del Este eran peores, incluidas las leyes de Hungría, Lituania y Letonia que penalizan el desacuerdo con la idea de que hubo un genocidio soviético en estos países con una pena de prisión, y las leyes de Estonia y Ucrania que penalizan las negativas. interpretaciones de los movimientos nacionalsocialistas colaboracionistas de esos países. Lo que encontró verdaderamente indignante fue el silencio internacional hacia estos "actos legislativos no polacos que criminalizan la verdad sobre el Holocausto".
En The Indian Yearbook of Comparative Law, la académica india Kanika Gauba escribió que, mientras que la legislación sobre el Holocausto en otros países establece un deber de recordar mediante la criminalización del negacionismo, el proyecto de ley polaco promulga una "Deber de olvidar" las imposiciones históricas antipolacas.

### Enmienda
La presión del Departamento de Estado de los Estados Unidos y la amenaza de degradar la relación entre Estados Unidos y Polonia fueron importantes para hacer que el gobierno polaco cambiara de rumbo. A finales de junio de 2018, el gobierno polaco decidió dejar de esperar un fallo del tribunal constitucional y en un proceso apresurado, la legislación aprobada en un solo día, modificó la ley. La revisión eliminó la posibilidad de enjuiciamiento penal, pero también eliminó la exención de las becas y las artes de la ley.
Tras la enmienda, los primeros ministros polaco e israelí emitieron una declaración conjunta condenando el antisemitismo y rechazando el "anti-polonismo". Esta declaración fue condenada por Yad Vashem y su exdirector, el sobreviviente del Holocausto Yitzhak Arad, porque se consideró que equiparaba a los dos.
En 2020, Dariusz Stola dijo a ' Time' 'que la ley pudo haber provocado "intimidación que desalienta a los académicos, especialmente a los de la generación más joven" de estudiar el Holocausto en Polonia.

### Procesos
El primer caso que se incoó bajo la ley fue el de la Liga Polaca Contra la Difamación contra un periódico argentino,  Pagina / 12 , y su periodista Federico Pavlovsky por un artículo sobre la Jedwabne pogrom, publicado en 2017 antes de que se aprobara la enmienda. La Liga no cuestionó el contenido del artículo, solo el uso de una imagen de "soldados malditos" para ilustrarlo. Tras la notificación,  Pagina / 12  y otras once publicaciones argentinas reimprimieron el artículo, dando a conocer la información sobre Jedwabne en Argentina. El Relator Especial sobre Libertad de Expresión de la Comisión Interamericana de Derechos Humanos, así como varios políticos, juristas y expertos en derechos humanos argentinos, criticaron. Lanza calificó la enmienda como "una ley de censura que apunta a cerrar el debate académico sobre crímenes de lesa humanidad". Agregó que "el concepto de 'difamación' de una nación o de un estado es incompatible con los estándares internacionales que se refieren a la protección de la reputación de las personas individuales" y tal ley no sería aceptada en la Convención Interamericana sobre Derechos humanos.
En 2019, la Liga perdió una demanda de 18 meses en la que alegaba que Jewish News había difamado a la nación polaca con un artículo titulado "La ley de restitución polaca excluye a la mayoría de los sobrevivientes y herederos del Holocausto". Se le condenó a pagar 1.097 PLN en coutas legales y 4.623,57 PLN en otras coutas. En 2020, perdió una apelación contra el veredicto. En particular, la Liga objetó el hecho de que el artículo se refería a "nazis" en lugar de "nazis alemanes" y no declaraba explícitamente que "los alemanes" eran responsables de matar al 90% de la población judía de Polonia. También quería obligar al periódico a agregar una frase que dijera que los polacos rescataron a judíos en lugar de asesinarlos.

## Artículo 2.ª
En 2019, el Tribunal Constitucional de Polonia decretó que el artículo 2.º era nulo y no vinculante.
La aprobación de la Enmienda empeoró las relaciones entre Polonia y Ucrania, ya contenciosas sobre las cuestiones de la Organización Nacionalista Ucraniana de antes de la guerra y el Ejército Insurgente Ucraniano en tiempos de guerra y posguerra. Stepan Bandera y Roman Shukhevych han sido considerados héroes nacionales ucranianos en Ucrania y criminales de guerra en Polonia. En Ucrania, la Enmienda se ha denominado "Ley Anti-Banderovita".
El director del Instituto Ucraniano de Recuerdo Nacional, Volodymyr Viatrovych, afirmó que el objetivo principal de la Enmienda son ucranianos que residen en Polonia.
La ley polaca se ha comparado con la Ley 2538-1 de Ucrania, aprobada en 2015.

## Cambio de declaración de misión
El artículo 1, la declaración de misión del Instituto, se modificó para incluir "proteger la reputación de la República de Polonia y la nación polaca".
Prof. Havi Dreifuss, El director del Centro de Investigación sobre el Holocausto de Yad Vashem en Polonia, señaló que con el cambio de la ley en cuestión, el papel fundamental del IPN ha cambiado y esto se refleja en su declaración de misión.

## Otras lecturas
- Davies, Christian (10 de febrero de 2018). «Poland's Jews fear for future under new Holocaust law». The Guardian.